# Amphichthys cryptocentrus
Amphichthys cryptocentrus е вид лъчеперка от семейство Batrachoididae. Видът е незастрашен от изчезване.

## Разпространение и местообитание
Разпространен е в Бразилия, Венецуела, Гвиана, Колумбия, Панама, Суринам, Тринидад и Тобаго и Френска Гвиана.
Среща се на дълбочина от 1 до 42 m, при температура на водата от 26 до 27,6 °C и соленост 34,2 – 36,2 ‰.

## Описание
На дължина достигат до 40 cm, а теглото им е максимум 1200 g.